# Itália nos Jogos Olímpicos de Verão de 1980
A Itália participou dos Jogos Olímpicos de Verão de 1980 em Moscou, União Soviética. O país aderiu parcialmente ao boicote aos Jogos Olímpicos de Verão de 1980, competindo sob a bandeira olímpica.